# 長谷川博
長谷川 博（はせがわ ひろし、1948年10月3日 - ）は、日本の海鳥研究者。東邦大学名誉教授。
アホウドリを絶滅の危機から救った人物であり、『オキノタユウ』への改称を主張する第一人者。個体群生態学のパイオニアである森下正明（京都大学名誉教授）の門下生である。一般財団法人京都大学名誉教授森下正明研究記念財団特別名誉研究員。

## 略歴
- 1948年 静岡県安倍郡大河内村（現・静岡市葵区）生まれ[1]
- 1967年 静岡県立静岡高等学校卒業[1]
- 1971年 京都大学農学部農林生物学科卒業[1]
- 1976年 京都大学大学院理学研究科博士課程単位取得退学[1]
- 1998年 吉川英治文化賞受賞
- 2000年 日本学士院エジンバラ公賞受賞
- 2004年 東邦大学理学部教授
- 2006年 第14回山階芳麿賞受賞
- 2008年 京都大学野生動物研究センター兼任教授
- 2014年
  - 3月 定年退職し、京都大学野生動物研究センター兼任教授を退任
  - 4月 東邦大学名誉教授

## 表彰・受賞
- 平成7年都民文化栄誉章（1996年）
- 第43回産経児童出版文化賞（1996年） - 『風にのれ！ アホウドリ』
- 第45回小学館児童出版文化賞（1996年） - 『風にのれ！ アホウドリ』
- 国立公園協会 第18回田村賞（1997年）
- 吉川英治国民文化振興会 第32回吉川英治文化賞（1998年）
- 静岡朝日テレビ 第9回しずおか大賞 文化・教養部門（1998年）
- 全米野生生物連盟（英語版） 1998年自然保護功労賞［国際部門］（1999年）
- 環境庁長官感謝状（1999年）
- 日本ファッション協会 第9回日本生活文化大賞 生活文化賞・個人賞（2000年）
- 第7回日本学士院エジンバラ公賞（2000年）
- 太平洋海鳥学会（英語版） 特別功労賞（2001年）
- 日本自然保護協会 第5回沼田眞賞（2005年）
- 東邦大学理事長 平成18年度特別表彰（2006年）
- 山階鳥類研究所 第14回山階芳麿賞（2006年）
- 第11回東邦大学理学部生物分子科学賞（2006年）
- 日本鳥類保護連盟 第68回愛鳥週間 平成26年度野生生物保護功労者表彰・環境大臣賞（2014年）
- アメリカ合衆国魚類野生生物局 2013年絶滅危惧種回復功労賞（2014年）
- 第8回海洋立国推進功労者表彰［自然環境保全部門］（2015年）
- 日本鳥類保護連盟 第78回愛鳥週間 令和6年度野生生物保護功労者表彰・総裁賞[2]（2024年）

## 主な著書・写真集
- 『キセキレイ-子育ての観察』岩崎書店、1983年
- 『白鳥の旅-シベリアから日本へ』東京新聞出版局、1988年
- 『アホウドリと大あほうどり先生』学習研究社、1990年
- 『渡り鳥 地球をゆく』岩波書店、1990年
- 『はじめての野鳥』共著、岩波書店、1993年
- 『風にのれ！ アホウドリ』フレーベル館、1995年、産経児童出版文化賞（理想教育財団科学賞）・小学館児童出版文化賞受賞
- 『アホウドリ 愛のシンフォニー』講談社、1995年
- 『アホウドリの島』フレーベル館、1997年
- 『アホウドリに夢中』新日本出版社、2006年
- 『オキノタユウの島で：無人島滞在 “アホウドリ” 調査日誌』偕成社、2015年